# Akodon mimus
Akodon mimus är en däggdjursart som först beskrevs av Thomas 1901.  Akodon mimus ingår i släktet fältmöss, och familjen hamsterartade gnagare. IUCN kategoriserar arten globalt som livskraftig. Inga underarter finns listade i Catalogue of Life.
Denna fältmus förekommer i sydöstra Peru och västra Bolivia. Den lever vid Andernas östra sluttningar mellan 2000 och 3700 meter över havet. Arten vistas i olika fuktiga habitat och den uppsöker även jordbruksmark och betesmark. Akodon mimus är allätare men föredrar ryggradslösa djur.